# Acanthostracion quadricornis
Espèce
Acanthostracion quadricornis est une espèce de poissons de la famille des Ostraciidae.